# 空飛ぶスパゲッティ・モンスターの福音書
『空飛ぶスパゲッティ・モンスターの福音書』（そらとぶスパゲッティ・モンスターのふくいんしょ、The Gospel of the Flying Spaghetti Monster）は空飛ぶスパゲッティ・モンスター教の「預言者」ことボビー・ヘンダーソンが書いたパロディ教典。
疑似科学で行われる飛躍や詭弁を使って、進化論の怪しさを示し、空飛ぶスパゲッティ・モンスター（ヌードル神）が実際に世界や人類に干渉していることの論証を通して、インテリジェント・デザイン説の飛躍や詭弁を説く逆説の福音書である。
本文では空飛ぶスパゲッティ・モンスターの名はFSMと表記される。

## 手法のパロディ
本書の様々な箇所で創造論者やインテリジェント・デザイン論者が進化論を否定する際に用いる手法が再現されている。例えば、イエスの発言を聖書から引用する際、
と紹介している。ここだけ見るとイエスが残忍な人物に見えるが、実際には彼が譬え話の中で登場人物に語らせたものである。

## 空飛ぶスパゲッティ・モンスターについて
本書の記述に拠れば5000年前、空飛ぶスパゲッティ・モンスターは世界を創造した。その後10年から100年の年月をかけて、自分が創造した宇宙が数十億年前に生まれたように見せかける細工を施した。0.062831853秒で創造された地球にも同様の偽装がなされた。科学者は宇宙や地球の古さを示す研究成果をあげているが、それらは空飛ぶスパゲッティ・モンスターが実在し、実際に創造の業を行ったことを証明している。地中に恐竜の化石が埋まっているのも空飛ぶスパゲッティ・モンスターの仕業である。昔の人びとに比べて現代人の背が伸びているのも空飛ぶスパゲッティ・モンスターがそのヌードル触手を介して押さえつける力を緩めているためである。人類の人口増のため、一人一人に動員すべきヌードル触手の数が減ってしまったことが原因だった。このように、空飛ぶスパゲッティ・モンスターの存在によって世の中で起こる様々な現象の説明がつくのである。

## パスタファリアンの心得
本書はパスタファリアン（空飛ぶスパゲッティ・モンスター教の信者）に海賊のように、可能なら海賊として生きることをすすめる。海賊は人類の祖先であり、また空飛ぶスパゲッティ・モンスターに選ばれた民である。ヌードル神が十枚の石版に忠告を刻んで与えた相手もモージーという海賊だった。石版のうち二枚は失われたということで八つの「本当にやめてほしいこと」が記載されている。各「本当にやめてほしいこと」は高慢さや独善、先走った行動を戒め、社会で生きる上でのマナーを説いている。
パスタファリアンは一切のドグマに固執しない。証拠さえあれば、信仰を変えても構わない。空飛ぶスパゲッティ・モンスターが存在しない根拠さえ示される時が訪れれば、その時パスタファリアンは考えを改めるのかもしれない、とされる。

## 書誌情報
- 原著ペーパーバック ISBN 0-8129-7656-8（Villard Books刊）
- 原著ハードカバー版 ISBN 0-00-723160-1（ハーパーコリンズ刊）
- 『反★進化論講座 空飛ぶスパゲッティ・モンスターの福音書』ISBN 4-8067-1340-6（築地書館刊）

片岡夏実による日本語訳。原著者の許可を得て原著の「FSM」（Flying Spaghetti Monsterの頭文字表記）を「スパモン」と意訳表記している。
これが日本における「スパモン教」という呼称の由来となっている。

## 関連書籍情報
- と学会『トンデモ本の世界U』（楽工社,2007年）78頁から85頁
  - 本書の日本語訳版を紹介し、スパモン教やID説の概要を説明している。

## 関連・参考映像
- 『I, Pastafari』-スパモン教徒を取材したドキュメンタリー映画。アマゾンプライムで「私はパスタファリアン： 空飛ぶスパゲッティ・モンスター教のお話」という題名で日本語字幕付きが配信されている。